# 물건항
물건항(勿巾港, Mulgeon Fishing Port)은 경상남도 남해군 삼동면 물건리에 있는 어항이다. 만의 입구가 동쪽으로 열려 있고, 삼면은 산으로 둘러싸인 자연 만을 형성하고 있어 동풍 이외의 풍파를 피할 수 있는 좋은 묘박지이다. 물건항의 어업인구는 770여명이며, 지방어선은 150여척에 달한다. 1986년 3월 1일 국가어항으로 지정되었다. 관리청은 해양수산부 동해어업관리단, 시설관리자는 남해군수이다.

## 명칭 유래
물건리 마을은 마을 생김새가 선비들이 바둑을 두며 놀고 있는 형태로 여자가 수건을 쓸 수 없다 해서 '물건' 이라 부르게 되었다고 한다.

## 어항 시설
항의 북동단에 450m의 북방파제(외단 등대)와 그 맞은 편 남쪽에 320m의 남방파제가 축조되어 있고 항내 남쪽에는 물양장 360m와 호안 245m가 축조되어 500톤급 미만 선박의 접안이 가능하다. 항내에는 기관 수리를 할 수 있는 소규모 수리소가 있다.

## 어항 구역
본 항의 어항구역은 다음과 같다.
- 수역: 물건리 본부락 남동측(동메산) 돌출부에서 정동으로 100m 점(해상)과 북동측(당기산) 돌출부를 연결한 선을 따라 형성된 공유수면[1]
- 육역: 경상남도 남해군 삼동면 물건리 1-4 외 7필지(상세내역은 생략)[2]

## 개발 연혁
물건항은 항내 수장이 없고 다양한 자원을 보유하고 있어 연근해 어업 근거지로써의 발전 가능성이 높은 어항으로 개발 완료 후 정온수면적은 28,149m2, 접안능력은 약 270척(10톤 기준)이다.
- 1986년: 국가어항 지정
- 1987년: 기본시설계획 수립
- 1998년: 기본시설 완공[3]
- 2017년 : 개발계획(기본계획) 변경[4]

## 어촌관광구역
- 어촌관광구역(육역) : 없음,
- 어촌관광구역(수역) : 149,329m2 (어부 방조림측 기부(X:245267.6740, Y:113221.7310)에서부터 정동방향으로 178m(해상) 정남으로 107m(해상)점을 연결, 정동으로 365m(해상) 정북으로 205m(해상)점을 연결, 정동으로 283m(해상) 정남으로149m(해상)점을 연결, 이점에서 육지부와 연결한 선을 따라 형성된 공유수면[4]

## 방조어부림
물건항에 설치된 방조어부림은 거친 파도와 바람에 맞서 마을을 지켜주고 고기를 모이게 하는 반달모양 숲으로, 해안을 따라 1.5 km, 폭 30m로 약 300년 전 인공적으로 조림되었으며, 천연기념물 제150호이다. 이곳에는 팽나무, 상수리나무, 느티나무 등의 낙엽수와 상록수인 후박나무 등 여러 종류의 나무가 우거져 있다. 물건 방조어부림 마을 뒷편에는 한국에서 유일한 독일인 정착마을인 '와인 빌리지'가 있어 이국적인 풍경을 접할 수 있다. 물건마을은 '아름다운 어촌 100선'에 선정된 마을이다.

## 주요 어종
- 멸치, 갈치, 삼치 등

## 참고 자료
- 어촌·어항발전 기본계획 최종보고서 : 경상남도편 (2008년, 농림수산식품부)